# 道の駅ひろの
道の駅ひろの（みちのえきひろの）は、福島県双葉郡広野町にある国道6号沿いに設置が計画されていた道の駅である。

## 概要
ヘリポートを設け、防災機能や情報発信機能、地域コミュニティー機能などを備え、浜通りの防災拠点として整備される予定だった。
2020年8月3日、広野町は整備計画を変更し規模を縮小することを公表した。敷地面積を当初の予定の半分以下とし、物産館、ヘリポート、レストランなどの施設の建設を断念した。事前の地質調査では敷地の一部とみられていた硬い岩盤が、造成工事の途中で敷地の広範囲に及ぶ巨大なものであることが分かり、平らな土地が確保できなくなったことによる。岩盤の掘削や岩盤を避けた敷地拡大も検討されたが、財政状況により見送られた。

## 施設
- 駐車場
- トイレ
- 特産品直売所
- レストラン
- 休憩施設
- 交流施設
- 道路情報提供施設
- 防災広場（多目的広場）
- ヘリポート

## アクセス
- 国道6号